# John Saw Yaw Han
John Saw Yaw Han (ur. 5 maja 1968 w Homalim) – birmański duchowny rzymskokatolicki, w latach 2015-2022 biskup pomocniczy Rangunu, biskup  Kengtung od 2022.

## Życiorys
Święcenia kapłańskie przyjął 18 marca 1995 i został inkardynowany do archidiecezji Rangun. Pracował w seminariach duchownych w Mandalay i Rangunie. W latach 2008–2011 kierował niższym seminarium w Bado, a w 2011 został rektorem ranguńskiego seminarium.
30 grudnia 2014 otrzymał nominację na biskupa pomocniczego Rangunu ze stolicą tytularną Buffada. Sakry biskupiej udzielił mu 12 kwietnia 2015 metropolita ranguński, kard. Charles Maung Bo.
4 listopada 2022 papież Franciszek mianował go biskupem diecezji Kengtung.